# مسابقات جهانی ژیمناستیک هنری ۲۰۰۵
مسابقات جهانی ژیمناستیک هنری ۲۰۰۵ سی و هشتمین دوره مسابقات جهانی ژیمناستیک هنری است که در ملبورن، استرالیا از ۲۱ تا ۲۷ نوامبر ۲۰۰۵ میلادی برگزار شده است.

## جدول مدال‌ها
| رتبه | کشور                | طلا | نقره | برنز | مجموع |
| ۱    | ایالات متحده آمریکا | ۴   | ۴    | ۱    | ۹     |
| ۲    | چین                 | ۲   | ۱    | ۱    | ۴     |
| ۳    | اسلوونی             | ۲   |      |      | ۲     |
| ۴    | رومانی              | ۱   | ۱    | ۲    | ۴     |
| ۵    | ژاپن                | ۱   | ۱    | ۱    | ۳     |
| ۶    | هلند                | ۱   |      | ۱    | ۲     |
| ۷    | برزیل               | ۱   |      |      | ۱     |
| ۸    | فرانسه              |     | ۱    | ۱    | ۲     |
| ۹    | کانادا              |     | ۱    |      | ۱     |
| ۹    | ازبکستان            |     | ۱    |      | ۱     |
| ۹    | روسیه               |     | ۱    |      | ۱     |
| ۹    | لهستان              |     | ۱    |      | ۱     |
| ۱۳   | بلاروس              |     |      | ۱    | ۱     |
| ۱۳   | مجارستان            |     |      | ۱    | ۱     |
| ۱۳   | استرالیا            |     |      | ۱    | ۱     |
| ۱۳   | بریتانیا            |     |      | ۱    | ۱     |
| ۱۳   | ایتالیا             |     |      | ۱    | ۱     |
| ۱۳   | اوکراین             |     |      | ۱    | ۱     |